# Taleteller
A Taleteller egy magyar szimfonikus metal zenekar, amelyet Tóth Tibor alapított 2010-ben.

## Története
A Taleteller ötlete 2010-ben született meg Budapesten Tóth Tibor elméjében. Az ötlet a következő volt: Egy olyan szimfonikus metál bandát szeretett volna megalkotni, ami kifejezetten egy történetet dolgoz fel albumonként. Miután megosztotta az elképzelését Mészáros Róberttel úgy döntöttek, hogy megalapítják a Taleteller-t. Róbert basszusgitárosként, nem sokkal később Róth Miklós dobosként csatlakozott az együttesbe.
Sárközy Edina énekesként csatlakozott végül pedig Dobos Csaba vállalta a gitáros szerepét. Amikor a zene és a történet elkészült, rögzítették az első demó albumot, aminek a neve Hope Dies Last lett.
A felvételek után Róbert és Csaba kilépett a bandából és Tokai Brendon lett a gitáros.
2014. február 14-én kiadták a Hope Dies Last demó albumot. Az első koncertjük 2015 április 18-án volt Budapesten, amit még számos koncert követett azon a nyáron.
Ezután egy nehéz időszak következett. Brendon és Edina úgy döntött, hogy elhagyja a bandát. Ennek ellenére Tibor és Miklós tovább dolgozott azon, hogy életben maradjon a Taleteller. Kitartóan dolgoztak egy új album megírásán.
Amikor Tibor elkezdte megtervezni az új albumot úgy vélte, hogy sokkal filmzeneibbnek kell lennie, mint a Hope Dies Last. Egy barátja segítségével sokkal gyorsabban haladtak a szimfonikus részek írásával. 2018. októberében az új album írása befejeződött és elkezdődtek a stúdió felvételek. Ekkor csatlakozott hozzájuk Csák Annamária énekesként és Horváth Imre gitárosként.
Az új stúdió album – The Path – 2020 telén érkezik meg a hallgatóság számára.
Ezt az Aurora című kisalbum előzi meg, ami 2020. június 30-án lett elérhető. Az Aurora-hoz tartozó klip szintén ezen a napon jelenik meg.

## Tagok
Aktuális felállás
- Csák Annamária
- Tóth Tibor
- Horváth Imre
- Róth Miklós

Korábbi tagok
- Mészáros Róbert
- Dobos Csaba
- Tokai Brendon
- Sárközy Edina

## Diszkográfia
| Év   | Album          | Megjegyzés  |
| ---- | -------------- | ----------- |
| 2014 | Hope Dies Last | demóalbum   |
| 2019 | Solitude       | kislemez    |
| 2020 | Aurora         | kislemez    |
| 2020 | The Path       | stúdióalbum |

## Videók
| Cím    | Év   |
| ------ | ---- |
| Aurora | 2020 |